# Solar dos Andradas
O Solar dos Andradas foi uma edificação construída no século XVIII no alto da colina de Santana, na zona norte da cidade de São Paulo.
Foi a residência de José Bonifácio de Andrada e Silva e lugar onde o mesmo redigiu a famosa  representação, qual pedia a permanência de D. Pedro I no Brasil, cumulando futuramente no Dia do Fico em 1822.

## História
Nos documentos históricos a primeira data em que se tem notícia da existência desse imóvel é 1734, ano da provável construção. Os jesuítas construíram a sede da Fazenda de Sant' Ana, uma construção tipo solar com uma capela anexa, serviu de convento religioso até 1761, quando houve a expulsão dos missionários e educadores (jesuítas) e a transferência de seus bens para a Coroa. Após o episódio o edifício passou a ser provavelmente a residência de integrantes do Governo Provincial.

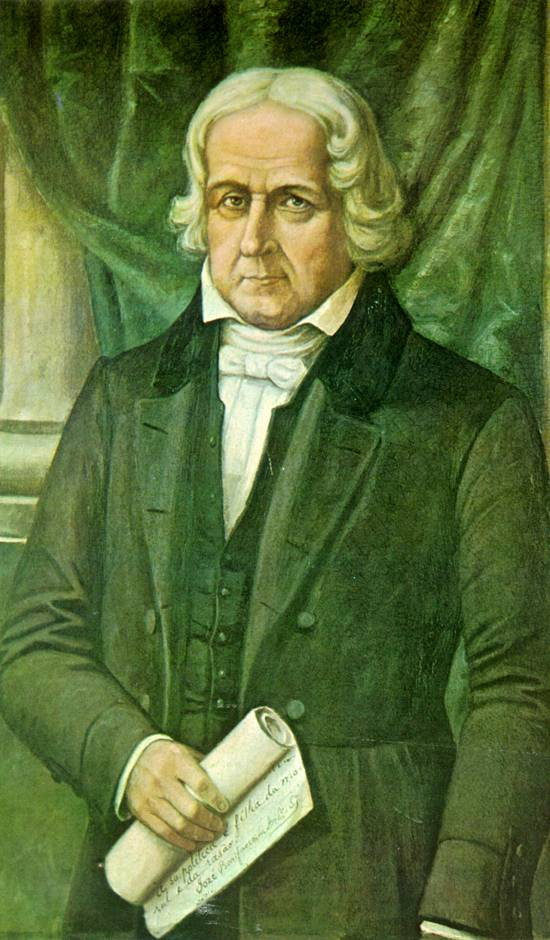
José Bonifácio de Andrada e Silva.

Em 1821 residiram no solar os conselheiros José Bonifácio de Andrade e Silva e Martim Francisco Ribeiro de Andrada, nessa época o solar fez parte de um fato que se tornou decisivo para a História do Brasil. Pois nele foi redigido o manifesto paulista para que D. Pedro, então Príncipe Regente permanecesse na colônia. O Clube da Resistência, organizado no Rio de Janeiro, enviou Pedro Dias Pais Leme, portador de uma carta para Bonifacio. Após a chegada do mesmo na cidade dirigiu-se prontamente ao alto da colina de Santana, na ocasião José Bonifácio, vice-presidente da província encontrava-se doente, seu irmão Martim Francisco era o secretário. Para dificultar a situação, as condições do tempo não eram propícias para a chegada de outros membros da administração provincial. Então, de madrugada Martim, Pedro e Bonifácio escreveram tal documento.
Ao amanhecer do dia, os três saíram do Solar com destino ao centro da cidade, para providenciar a reunião dos membros do Governo, colher as assinaturas e mandar a delegação ao Rio de Janeiro. A Representação dos Paulistas foi fator preponderante para a decisão de D. Pedro de permanecer no país e foi efetivada em 9 de janeiro de 1822 conhecida, a partir de então, como o Dia do Fico.
Trecho da carta:
| “ | É impossível que os habitantes do Brasil que forem honrados e se prezarem de ser homens, e mormente os paulistas, possam jamais consentir em tais absurdos e despotismos. V. A. Real deve ficar no Brasil quaisquer que sejam os projetos das Cortes Constituintes não só para nosso bem geral mas até para a independência e prosperidade futura do mesmo Portugal. | ” |

### Outros usos

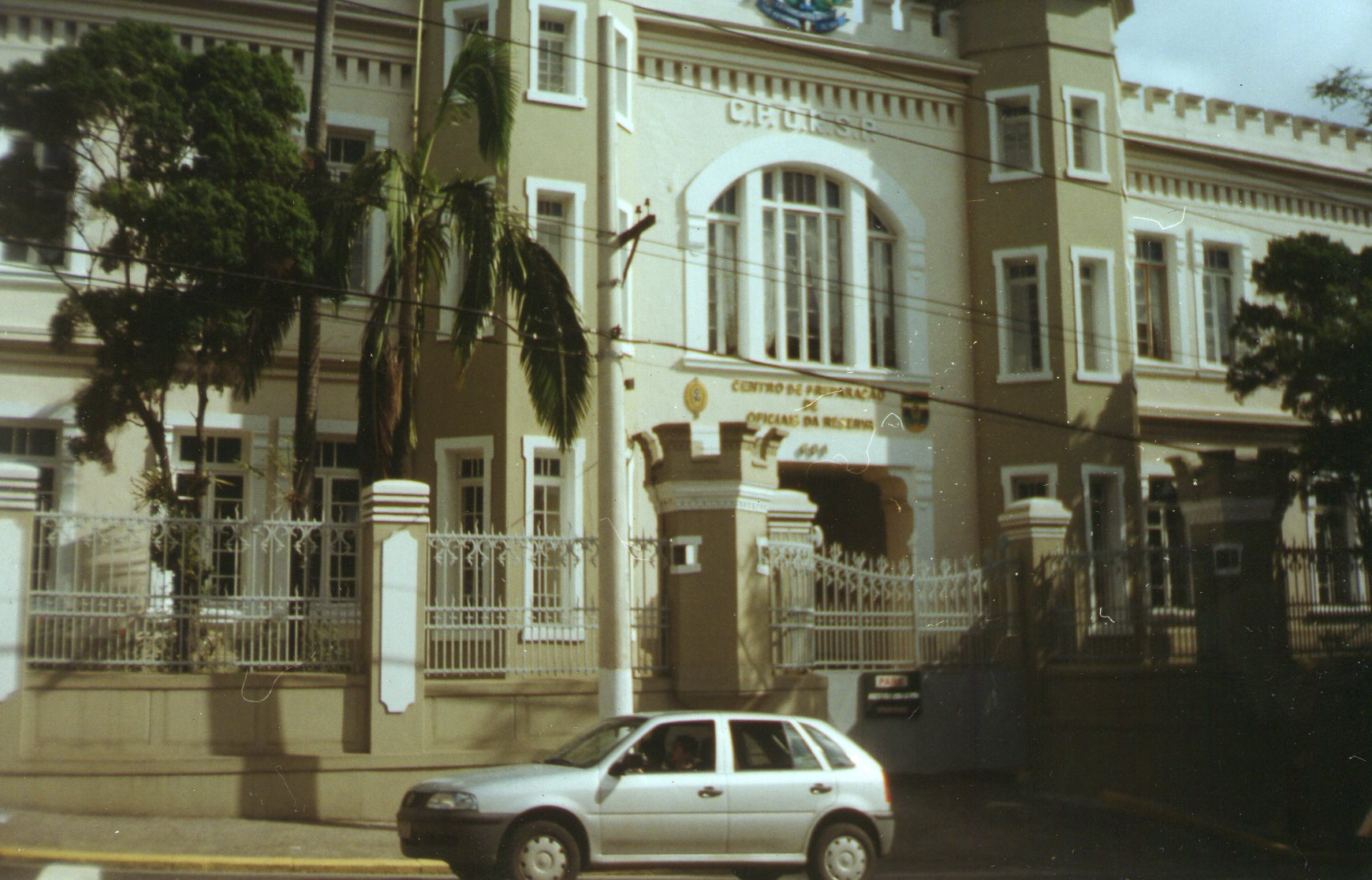
Centro de Preparação de Oficiais da Reserva de São Paulo

Em 1824 houve a desocupação da residência pela família Andrada, tempos depois tornou-se um educandário para órfãos de guerra, depois o solar passou a ser sede do Seminário dos Educandos de Santana, sendo o primeiro colégio técnico da cidade. Mais tarde, em 1875, o governo da província aproveitou para instalar ali um hospital para doentes de varíola. Com a mudança do hospital o local foi ocupado pela "Tramway da Cantareira", onde instalou suas oficinas em 1892. O imóvel foi desocupado em 1894, sendo transformado em quartel das tropas federais de São Paulo.

### Demolição
A deterioração do edifício se tornou cada vez mais acentuada e, em 1915, foi demolido. No mesmo ano iniciou-se a construção de um novo prédio, concluído em 1917, lugar que hoje abriga o Centro de Preparação de Oficiais da Reserva de São Paulo.